# Antonio Luis Baena
Antonio Luis Baena Santiago (Arcos de la Frontera, 16 de agosto de 1932-Sevilla, 7 de diciembre de 2011), fue un poeta español.

## Biografía
Nace en Arcos de la Frontera en 1932. Realiza estudios de Magisterio desempeñando su carrera en diversas localidades de la provincia de Cádiz. Más tarde aprueba las oposiciones de Director Escolar y fija su residencia en Jerez de la Frontera. A finales de los años 60 se traslada definitivamente a Sevilla donde obtiene la licenciatura de Filosofía y Letras por la Universidad de esta ciudad y la Diplomatura de Genealogía, Heráldica y Nobiliaria del Instituto Salazar y Castro del Consejo Superior de Investigaciones Científicas.
Fue nombrado académico de número de la Real Academia Hispano Americana de Cádiz.

## Trayectoria
Cofundador del grupo poético Alcaraván en su ciudad natal junto a los escritores Julio Mariscal, Antonio y Carlos Murciano, Cristóbal Romero, entre otros. También participó en la creación de las revistas literarias Cal y Ángaro, dirigida actualmente por los poetas Enrique Barrero, Víctor Jiménez y Francisco Mena Cantero en Sevilla. Asimismo, codirigió la emisión Poesía de Radio Nacional de España junto a María de los Reyes Fuentes. 
Publica su primer poemario en 1961, "Historia de una ausencia". Le siguen diferentes títulos entre los que resaltan "Los límites" (1968), "Tiempo muerto" (1974) o "La muerte va lamiendo mis cimientos" (1985).
Figurando, además, en numerosas antologías poéticas.
Su poesía destaca por la sencilla y franca belleza de sus versos y la profundidad filosófica de los temas que aborda: el destino del hombre, la muerte y los límites de su existencia. 
El estilo de Antonio Luis Baena se caracteriza por un fuerte pesimismo aun sin abandonar cierto halo de esperanza. En el año 2012 se publica "El último navío", libro póstumo.

## Obras
- Historia de una Ausencia. (1961) Colección Alcaraván
- Paso del hombre. (1963) Colección La Venencia
- Los límites. (1968) Editorial Punta Europa
- Campana sobre campana. (1971) Colección Ángaro
- Tiempo muerto. (1974) Colección Aldebarán
- La muerte va lamiendo mis cimientos. (1985) Colección Vasija
- El libro de las traiciones y otros espejos. (1997) Qüásyeditorial
- Piedra Miliaria. (1998) Los poetas de Torre Tavira
- El último navío. (2012) Ediciones Canto y Cuento